# Rink Babka
Richard « Rink » Aldrich Babka (né le 23 septembre 1936 à Cheyenne et mort le 15 janvier 2022) est un athlète américain, spécialiste du lancer du disque. Licencié au Southern California Striders, il mesure 1,95 m pour 121 kg. Il a été détenteur du record du monde du lancer du disque avec 59,91 m réalisés le 12 août 1960 à Walnut. Il a été vice-champion olympique aux J.O. de Rome derrière son compatriote Al Oerter, après avoir été en tête de l'épreuve jusqu'au cinquième essai.

## Carrière

### Palmarès
| Date | Compétition           | Lieu     | Résultat | Performance |
| ---- | --------------------- | -------- | -------- | ----------- |
| 1960 | Jeux olympiques d'été | Rome     | 2e       | 58,02 m     |
| 1967 | Jeux panaméricains    | Winnipeg | 2e       | 56,88 m     |

### Records
| Épreuve          | Performance | Lieu | Date |
| ---------------- | ----------- | ---- | ---- |
| Lancer du disque | 63,93 m     |      | 1968 |